# الحوت (مسلسل)
الحوت مسلسل بيئة شامية سوري اُنتج وعُرض لأول مرة عام 2008، المسلسل من بطولة نخبة من الممثلين السوريين، منهم: بسام كوسا، سلوم حداد، خالد تاجا، رضوان عقيلي، منى واصف، وفاء موصللي، أندريه سكاف وغيرهم. المسلسل من تأليف كمال مرة وإخراج رضوان شاهين.

## القصة
يقوم سلوم حداد بدور التاجر «جميل» الرجل المحبوب من الناس والمشهود له بمواقفه الوطنية المشرفة وتصديه للمستعمر ووقوفه إلى جانب الصيادين البسطاء الذين يتعرضون للظلم والعدوان إضافة إلى أعماله الخيرة، هذه الشخصية الخيرة والكريمة المليئة بالحب والبساطة تعرضت لأبشع أنواع الحقد والابتزاز من أحد المتسلقين إلحاقدين بسام كوسا «الحوت» الذي مد له جميل يده وأنقذه من الشارع «الحوت» الذي ضرب بعرض الحائط كل القيم والأعراف الإنسانية استطاع بدنادته أن يقلب حياة جميل إلى جحيم من خلال تنفيذ المؤامرات اللاخلاقية الكثيرة والتي كان آخرها وشاية حقيرة تنهي حياة جميل ليتفرغ الحوت إلى تنفيذ كامل مخططاته الشيطانية ابتداء من الزواج من «سلمى» زوجة جميل وانتهاء بالاستيلاء على أموال العائلة.
القنوات الذي عرضته قناة mbc وقناة lbc وقناة الجديد قناة سوريه وقناة السعودية الأول